# 2589 Daniel
2589 Daniel este un asteroid din centura principală, descoperit pe 22 august 1979 de Claes Lagerkvist.